# 勝然武美
勝然 武美（かつしか たけみ）
株式会社スターズ代表取締役。日本アカデミー賞協会会員／日本演出者協会会員。
日本人として世界に通用する演技を目指して「AR(アクション・リアクション）演技メソード」考案する。
「インプロラーニング」、「あなたの【第2印象」を変える！」、「社会人の為の表現力教室」、「演技の基礎」をちゃんと学んでみたい人の為の「演技ワークショップ」を考案する。
大学を卒業後、俳協演劇研究所の研究生になるが半年で退所。翌年、劇団青年座研究所の試験に合格。劇団青年座研究所第5期生となる。
研究生となって2ヶ月後、黒澤明監督作品映画「影武者」の出演が決まる。ここから約1年間映画「影武者」の撮影で全国を回る。
この撮影参加の為、青年座研究所規則の為退所となるが、翌年青年座映画放送部に所属となる。
その年、NHK朝の連続テレビ小説「なっちゃんの写真館」にて、万田久子の亭主役として出演。続くてフジテレビ「ただいま放課後！」、TBS「愛の分かれ道」等にレギュラー番組が決まる。
また武智鉄二監督「白日夢」、橋本忍監督「幻の湖」など映画出演が続けて決まる。
28歳から映画制作を始め第1回監督作品「YES　NO」（脚本、監督、制作）は神奈川映像フェスティバルで入選する。
続けて製作した映画「EXIT」（監督、脚本、製作）は、神奈川映像フェスティバルで優秀賞選受賞する。
30歳で劇団「初舞台」を設立。それまでに舞台は2本しか立っていないのにもかかわらず、俳優、演出、戯曲、制作を担当する。このあとオリジナル戯曲11作品を書き下ろす。劇団は15年間活動後45歳で解散する。
32歳。株式会社ワークステーションを設立。俳優を扱った人材派遣業務を行う。
42歳。社名を株式会社スターズに変更。人材派遣業務から俳優育成業に舵を切る。同時に俳優養成所「俳優塾」を目黒区五本木に設立。NTV「メレンゲの気持ち」で、六本木の「俳優座」、五本木の「俳優塾」と紹介される。
演技コーチを中心に企業研修講師、セミナー講師、パーソナルレッスン、エクゼクティブレッスン等を行っている。
2024年は、コロナ禍で延期になっていたネットドラマ「明日が僕を待っている」の制作を再始動する。

## 映画
- 影武者（黒澤明監督）
- 乱（黒澤明監督）
- 白日夢（武智鉄二監督）
- 幻の湖（橋本忍監督）

## テレビドラマ
- なっちゃんの写真館（NHK）
- あなたに首ったけ（NHK）
- ただいま放課後（フジテレビ）
- 愛の別れ道（TBS）
- 太陽に吠えろ！(日本テレビ）
- 特捜最前線(テレビ朝日）新条ジュンイチ役
- あなたに首ったけ（NHK)
- 開幕ベルは華やかに(テレビ朝日）

## CM
- 積水ハウス
- P&Gサンホーム
- E&Gハナビシ
- チャームナップミニ

## 演出作品

### 舞台
- 【オリジナル戯曲、作・演出・出演・制作　勝然武美】
- 「アパートの部屋貸します」銀座みゆき館劇場、新宿シアターモリエール(再演)、俳優塾スタジオ公演(再演)、横浜関内ホール
- 「星くず達の素敵な悪戯」　銀座みゆき館劇場、新宿シアターモリエール(再演)、俳優塾スタジオ公演(再演)
- 「ロボットは恋をした！」　銀座みゆき館劇場
- 「眠りから醒めた天使」　　銀座みゆき館劇場、新宿シアターモリエール(再演)、俳優塾スタジオ公演(再演)
- 「満月の夜は騒がしい」　　銀座みゆき館劇場、新宿シアターモリエール(再演)、東京劇術劇場(再演)
- 「鈴木君の災難」　　　　　銀座みゆき館劇場
- 「二階に住む怪獣」　　　　銀座みゆき館劇場
- 「アダルト・チルドレン」　青山円形形劇場、東京劇術劇場、彩の国埼玉芸術劇場
- 「夢より遠い場所」　　　　東京劇術劇場、名古屋芸術劇場(再演)、俳優塾スタジオ公演(再演)
- 「輝く太陽の下で」　　　　青山円形劇場
- 「終わらない夜」　　　　　シアタートラム
- 【他演出作品】
- 「頭痛肩こり樋口一葉」　　作・井上ひさし、演出・勝然武美　俳優塾スタジオ
- 「キネマの天地」　　　　　作・井上ひさし、演出・勝然武美演出　俳優塾スタジオ
- 「法王庁の避妊法」　　　　作・飯島早苗、鈴木裕美、演出・勝然武美演出（俳優塾スタジオ）
- 「楽屋」　　　　　　　　　作・清水邦夫、演出・勝然武美演出（俳優塾スタジオ）
- 「見果てぬ夢」　　　　　　作・堤　康之、演出・勝然武美演出（俳優塾スタジオ）
- 「ジプシー」　　　　　　　作・横内健介、演出・勝然武美演出（俳優塾スタジオ）
- 「八月のシャハラザード」　作・高橋いさを、演出・勝然武美演出（俳優塾スタジオ）
- 「バンク・バン・レッスン」作・高橋いさを、演出・勝然武美演出（俳優塾スタジオ）
- 「時の物置」　　　　　　　作・永井　愛、演出・勝然武美演出（俳優塾スタジオ）
- 「その受話器はロバの耳」　作・土田英生、演出・勝然武美演出（荻窪メガバックスシアター）
- 「ナツヤスミ語辞典」　　　作・成井　豊、演出・勝然武美演出（俳優塾スタジオ）
- 「アイスクリームマン」　　作・岩松　了、 演出・勝然武美演出（俳優塾スタジオ）
- 「ストレス解消センター行き」作・ギィ・フォワシー、演出・勝然武美演出   　ギィ・フォワシー演劇コンクール優秀賞受賞（池袋あうるスポット、両国シアターΧにてギィ・フォワシー招聘公演にて上演）

## 監督作品

### 映画
- 「EXIT」 　　神奈川県映像フェスティバル優秀賞受賞
- 「YES NO」　奈川県映像フェスティバル入選
- 「JUMP」　　黒澤明ショートムービーフェスティバル出品